# Данге (река)
Да́нге (устар. Данга; лит. Dangė) или Да́не (лит. Danė; выше Кретинги — Акмяна́, лит. Akmena) — река в Литве, протекает по территории Кретингского района, Клайпедского района и города Клайпеда в Клайпедском уезде на северо-западе страны. Впадает в Куршский залив.
Длина реки составляет 67,66 км. Площадь водосборного бассейна — 580 км². Средний уклон — 0,9 м/км. Скорость течения — 0,1—0,3 м/с. Средний расход воды в устье — 6,96—7,94 м³/с.
Данге является крупнейшей среди рек Литвы, впадающих в Куршский залив, чьи бассейны находятся в пределах Приморской низменности. Начинается Данге около деревни Мажейи-Жалимай, в 6 км к юго-западу от Салантая. Течёт в основном на юго-запад. В Кретинге реку пересекает автомагистраль A11, в низовье — A13. Впадает в северный конец Куршского залива в Клайпеде.
Основные притоки:
- левые: Вайнейкупис, Шукупи, Скроблупис, Буркштинас, Яурикла, Бабруне, Экяте;
- правые: Шлавейта, Тянже[5].